# Podderewenka
Podderewenka lub Pod Derewenka (ukr. Піддеревенка) – wieś na Ukrainie w rejonie lwowskim (wcześniej w rejonie żółkiewskim) obwodu lwowskiego.